# Хлопець з Арізони
«Хлопець з Арізони» (англ. The Kid from Arizona) — вестерн 1931 року режисера Роберта Дж. Горнера. В головних ролях знімались Джек Перрін, Жозефіна Гілл та Роберт Д. Вокер.

## У ролях
- Джек Перрін — Маршал Джек
- Жозефіна Гілл — дочка власника ранчо
- Роберт Д. Вокер — голова банди
- Генрі Рокмор — Полковник, власник ранчо
- Джордж Чесебро — підручний
- Бен Корбетт — підручний